# Дийодоне М'бала М'бала
Дийодоне М'бала М'бала (на френски: Dieudonné M'bala M'bala) известен само като Дийодоне е френски актьор и хуморист. 

## Биография
Роден е на 11 февруари 1966 в град Фонтьоне о Роз (Fontenay-aux-Roses), департамент О дьо Сен, регион Ил дьо Франс. Майка му е французойка, а баща му е камерунец.
Хуморът на Дийодоне е подчертано политически ангажиран и остро критичен към наболели национални и международни проблеми. Той е сред значимите фигури на съвременната френска култура, участвали в кандидат-президентската кампания на Никола Саркози. Заради своите крайни мнения Дийодоне е обект на множество медийни и юридически спорове.